# شهریار پنجم
نصرالدوله شهریار پنجم پور تاج‌الدوله یزدگرد از پادشاهان سلسله‌باوندیان طبرستان بود که در هزارجریب ۲۵ سال حکومت کرد.

## حکومت
پس از مرگ یزدگرد رشته کارها را در دست گرفت اما آن نیرو و عظمتی را که تاج‌الدوله پدید آورده بود از کف داد و امیرْ مؤمن به عنوان شحنه مغولان به آمل آمد و تا حد زیادی از اقتدار نصرالدوله کاست. وی همعصر سلطان محمد الجایتو بود. شهریار سرانجام در ۷۱۴ق/۱۳۱۴م درگذشت و فرزندش کیخسرو جانشینش گشت.